# Велльброк, Флориан
Флориан Велльброк (нем. Florian Wellbrock; род. 19 августа 1997, Бремен) — немецкий пловец, десятикратный чемпион мира (в том числе 9 раз в плавании на открытой воде), чемпион мира на короткой воде (2021), чемпион Европы (2018). Чемпион и бронзовый призёр Олимпийских игр 2020 в Токио. Выступает как на стайерских дистанциях вольным стилем в бассейне, так и в плавании на открытой воде.

## Карьера
На Олимпийских играх 2016 года занял 32-е место на дистанции 1500 метров вольным стилем.
5 августа 2018 года стал чемпионом Европы на дистанции 1500 метров вольным стилем. На этом же турнире ему удалось завоевать серебряную медаль в командном заплыве на открытом водоеме, а также бронзовую медаль на дистанции 800 метров вольным стилем.
На чемпионате мира в корейском Кванджу, на дистанции 10 километров, немецкий спортсмен опередив всех и преодолев расстояние за 1:47:55,9 стал чемпионом. В бассейне на дистанции 1500 метров ему также не было равных и в сложной борьбе он одержал победу над украинцем Михаилом Романчуком и итальянцем Грегорио Пальтриньери.

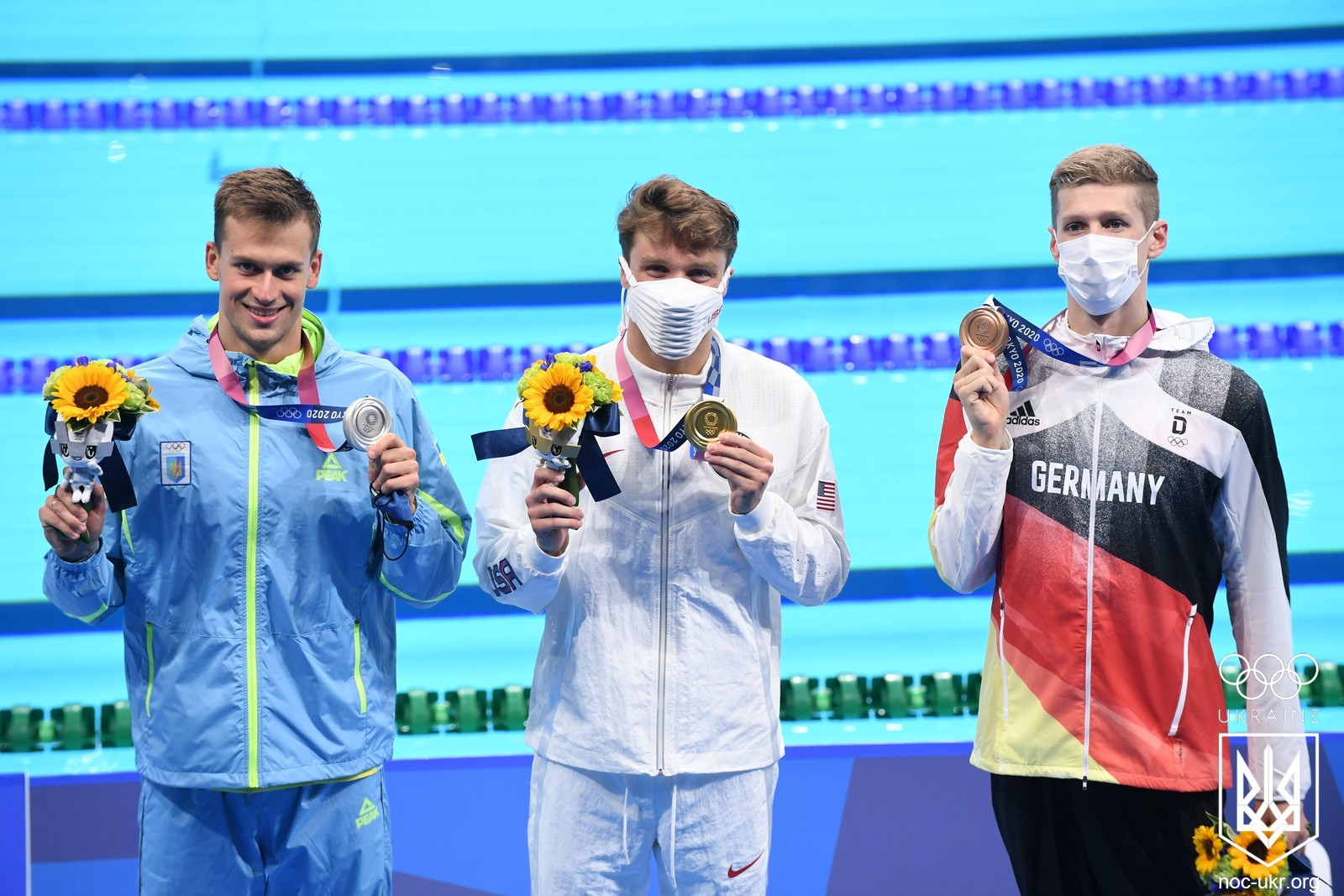
Велльброк (справа) на Олимпийских играх в Токио после заплыва на 1500 метров вольным стилем

На Олимпийских играх 2020 года в Токио сумел выиграть медаль как в бассейне, так и на открытой воде. 1 августа в бассейне Велльброк стал третьим на дистанции 1500 метров вольным стилем, уступив Роберту Финку и Михаилу Романчуку. 5 августа Велльброк уверенно выиграл дистанцию 10 км на открытой воде, ставший вторым Криштоф Рашовски отстал на 25 секунд.
На чемпионате мира 2023 года в Фукуоке выиграл золото на дистанциях 5 и 10 км на открытой воде.
На чемпионате мира 2024 года в Дохе на открытой воде выступил неудачно, но завоевал серебро на дистанции 1500 метров вольным стилем в бассейне.
На Олимпийских играх 2024 года считался одним из фаворитов в плавании на открытой воде, но занял только 8-е место на дистанции 10 км, проиграв более минуты чемпиону Криштофу Рашовски. В бассейне на дистанциях 800 и 1500 метров вольным стилем не сумел пробиться в финал.
В 2025 году на чемпионате мира в Сингапуре выиграл дистанции 10, 5 и 3 км, а также в составе командной эстафете на открытой воде, став десятикратным чемпионом мира.

## Результаты на крупнейших соревнованиях

### Летние Олимпийские игры
| Дистанция                  | 2016 | 2020 | 2024 |
| -------------------------- | ---- | ---- | ---- |
| 800 метров вольным стилем  | н/д  | 4    | 12   |
| 1500 метров вольным стилем | 32   | 3    | 14   |
| 10 км открытая вода        | —    | 1    | 8    |

### Чемпионаты мира по водным видам спорта
14 медалей (10 золотых, 2 серебряные, 2 бронзовые)

#### Бассейн
| Дистанция                  | 2017 | 2019 | 2022 | 2023 | 2024 | 2025 |
| -------------------------- | ---- | ---- | ---- | ---- | ---- | ---- |
| 800 метров вольным стилем  | 7    | 17   | 2    | 9    | 10   | —    |
| 1500 метров вольным стилем | 17   | 1    | 3    | 20   | 2    | 5    |

#### Открытая вода
| Дистанция          | 2017 | 2019 | 2022 | 2023 | 2024 | 2025 |
| ------------------ | ---- | ---- | ---- | ---- | ---- | ---- |
| Спринт 3 км        | н/д  | н/д  | н/д  | н/д  | н/д  | 1    |
| 5 км               | —    | —    | 1    | 1    | 9    | 1    |
| 10 км              | —    | 1    | 3    | 1    | 29   | 1    |
| Смешанная эстафета | —    | —    | 1    | —    | —    | 1    |